# Edgar-Henri Cuepper
Edgar-Henri Cuepper (Eupen, 16 mei 1949) is een voormalig Belgisch ruiter. 

## Levensloop
In 1976 nam hij deel aan de Olympische Spelen en samen met François Mathy, Eric Wauters en Stanny Van Paesschen behaalde hij een bronzen medaille in de jumping per ploeg.

## Erelijst
- 1976

3e Olympische Spelen jumping per ploeg (met François Mathy, Eric Wauters en Stanny Van Paesschen)
- 1979

17e World Cup Göteborg met 'Le Champion'
- 1982

25e World Cup Göteborg met 'Cyrano'
- 1986

6e Grand Prix Mechelen met 'Colando I'
1e Grand Prix Leeuwarden met 'Colando I'